# Priiàtne Svidània
Priiàtne Svidània (en (ucraïnès): Приятне Свідання, en rus: Приятное Свидание, Priiàtnoie Svidànie) és un poble de la República Autònoma de Crimea a Ucraïna, que el 2014 tenia 426 habitants. Pertany al districte de Bakhtxissarai.

## Població
Segons les dades del 2001 la composició de la població de la vila de Priiàtne Svidània d'acord amb la llengua que empren és la següent:
| Llengua  | %     |
| -------- | ----- |
| Rus      | 58,18 |
| Tàtar    | 27,57 |
| Ucraïnès | 12,15 |
| Altres   | 0,47  |